# Asplenium sagittatum
Asplenium sagittatum är en svartbräkenväxtart som först beskrevs av Dc., och fick sitt nu gällande namn av A. J. Bange. Asplenium sagittatum ingår i släktet Asplenium och familjen Aspleniaceae. Inga underarter finns listade.

## Bildgalleri

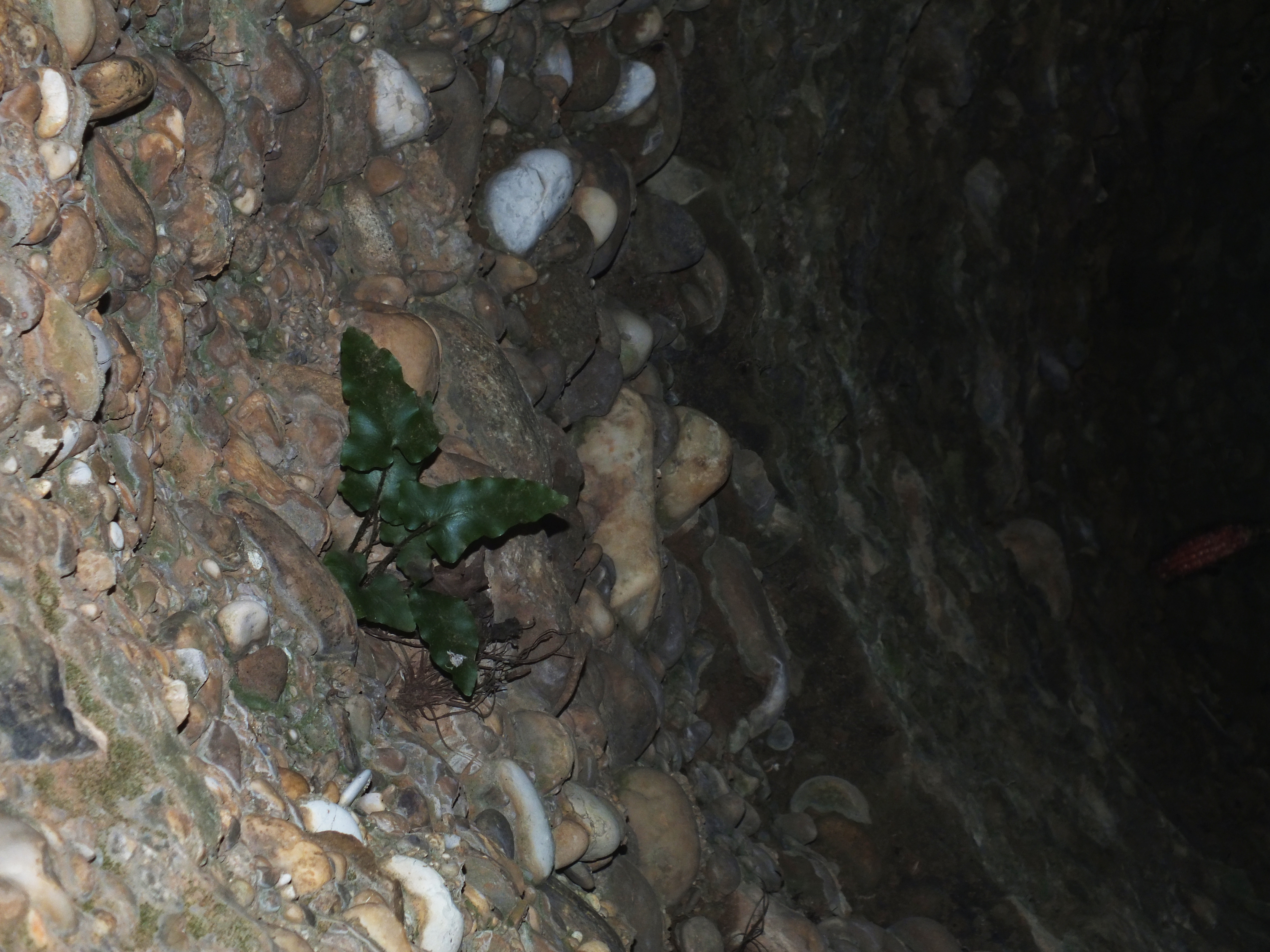